# Mileewa rufivena
Mileewa rufivena är en insektsart som beskrevs av Cai och Kuoh. Mileewa rufivena ingår i släktet Mileewa och familjen dvärgstritar. Inga underarter finns listade i Catalogue of Life.